# Alison dos Santos
Alison Brendom Alves dos Santos (* 3. června 2000) je brazilský atlet, jehož specializací je běh na 400 metrů překážek. Je dvojnásobným bronzovým medailistou z LOH 2020 a 2024 a mistrem světa z roku 2022. Jeho čas 46,29 s, který zaběhl v Eugene je 3. nejrychlejší čas historie.
Na pravé polovině hlavy, levé paži a hrudi má specifické jizvy, které si způsobil jako desetiměsíční dítě. V kuchyni na sebe převrhl pánev s vroucím olejem a způsobil si vážné popáleniny třetího stupně, kvůli kterým strávil čtyři měsíce v nemocnici. 